# Yves Benot
Yves Benot, seudónimo de Édouard Helman (Ferté-sous-Jouarre, 23 de diciembre de 1920 - París, 3 de enero de 2005), fue un historiador francés y un periodista de renombre, preocupado por los destrozos del colonialismo.

## Trayectoria
Yves Benot era hijo de un médico rumano, que ejercía en La Ferté-sous-Jouarre, donde se hizo notar en la batalla del Marne en 1914. Detenidos y deportados en 1943, éste junto con su esposa fueron asesinados a su llegada a un campo de exterminio. Yves Benot interrumpió sus estudios de letras y se unió a la Francia libre, atravesando España. 
Tras la Segunda Guerra Mundial, retomó su actividad literaria (preparó un volumen de escritos de Antonin Artaud) y también la política, escribiendo en la Revue du Moyen Orient en una línea muy personal, nada trillada. Pues Yves Benot hizo una tesis de doctorado estatal en 1976, en la Université de Paris-8, con el título Fonctions historiques des idéologies et de la science d’après l’exemple de l’Afrique noire, trabajo que no ha citado por nunca haber deseado seguir en la Universidad. 
En cambio desarrolló su carrera como profesor de letras, primero en Marruecos, donde además hizo periodismo. Al volver a Francia, trabajó en publicaciones vinculadas al partido comunista francés. En 1958, fue a Guinea, independiente en ese momento ya, para enseñar en el instituto de Conakry. En 1962, se trasladó a la Ghana de Kwame Nkrumah, donde permaneció hasta la caída de éste. 
Muy inspirado por las Luces del siglo XVIII, Benot muestra los avances ilustrados en ese tiempo de mmutaciones, pese a todas sus evidentes ambigüedades sociales y complejidades intelectuales del momento. En 1970 destacó su trabajo Diderot: del ateísmo al anticolonialismo, sobre la complejidad e implicación de las posiciones finales de Denis Diderot, frente el colonialismo y la esclavitud; ese libro es un clásico, construido con cartas recién descubiertas del fondo Vandeul. Y publicó una edición abreviada y comentada de la famosa  Histoire philosophique et politique des deux Indes (1981), del abate Raynal, a la que Diderot dio una contribución decisiva en su tercera edición (con extensos comentarios), y por entonces aún desconocida en general.
Considera este militante anticolonialista que, en vez de indignarse retrospectivamente de la esclavitud, conviene sobre todo reintegrar la colonización en la historia y comprender sus mecanismos. Un grupo de estudio informal de estudios que él había alentado se convirtió, en 1993, en la "Association pour l’étude de la colonisation européenne, 1750-1850", que Benot presidió hasta su muerte.
A finales de 2003, publicó La modernité de l'esclavage. Essai sur l'esclavage au cœur du capitalisme, mostrando la renovación de los estudios sobre un tema tabú, como era el esclavismo y sus relaciones con la expansión europea. Y en el mismo año de la muerte de Yves Benot, 2005, se reunió un importante volumen de artículos con sus contribuciones a los tres campos antes citados, Les Lumières, l'esclavage, la colonisation, con centro en Diderot, Raynal y la Revolución, redactados durante cuarenta años, desde 1950 hasta sus últimos días. Siempre polémico y luchador, estuvo interesado en escribir sobre los indios americanos al final de su vida; de ese trabajo inconcluso sólo quedan algunos artículos sueltos de este libro.
La trayectoria como escritor de ese intelectual —importante historiador y luchador francés por la igualdad—, se ordenó en torno a tres ejes complementarios e indisociables: la descoloniación en África de habla francesa —donde Yves Benot vivió muchos años—; los fundamentos intelectuales de la lucha contra el colonialismo y la esclavitud en el siglo XVIII; y además el proceso de abolición de la esclavitud en la Revolución francesa, y su restablecimiento por Napoleón.

## Obra
- Idéologies des indépendances africaines, París, François Maspero, 1969. Tr. castellana: Ideologías de las independencias africanas, Barcelona, Dopesa, Testimonio de actualidad, ISBN 978-84-7235-064-9
- Imperialismo y tercer mundo: un análisis de las relaciones del centro y la periferia, Buenos Aires, Tiempo Contemporáneo, 1974.
- Histoire philosophique et politique des deux Indes, París, Maspero, 1981.
- Indépendances africaines. Idéologies et réalités, París, Maspero, 1975, 2 vols.
- Diderot, de l'athéisme à l'anticolonialisme, París, Maspero, 1970. Tr. castellana: Diderot: del ateísmo al anticolonialismo, México, Siglo XXI, 1973.
- Les Députés africains au Palais-Bourbon, París, Chaka, 1989.
- Massacres coloniaux. 1944-1950: la IV République et la mise au pas des colonies françaises, París, La Découverte, 1994.
- La Révolution et la fin des colonies, París, La Découverte, 1987.
- La Démence coloniale sous Napoléon, París, La Découverte, 1992.
- La Guyane sous la Révolution ou l'Impasse de la Révolution pacifique, París, Ibis rouge Éditions, 1997.
- "Comment Santo Domingo n'a pas été occupé par la République Française en 1795-1796", en Annales Historiques de la Révolution française, 1998, nº 1.
- La Modernité de l'esclavage. Essai sur l'esclavage au cœur du capitalisme, París, La Découverte, 2003 ISBN 2 707 13754 5
- Les Lumières, l'esclavage, la colonisation, París, La Découverte, 2005, póstumo